# Даб
Даб (англ. dub) — музыкальный жанр, возникший в начале 1970-x годов на Ямайке. Первоначально записи в этом жанре представляли собой песни регги с удалённым (иногда частично) вокалом. Как правило,  композиции в стиле даб состоят из ремиксов существующих записей. С середины 1970-х годов даб стал самостоятельным явлением, считающимся экспериментальной и психоделической разновидностью регги. Музыкально-идейные наработки даба дали рождение технологии и культуре ремиксов, а также прямо или косвенно повлияли на развитие новой волны и таких жанров, как хип-хоп, хаус, драм-н-бейс, трип-хоп, даб-техно и других.

## Характеристика
Линтон Квези Джонсон:

Грозовые раскаты бочки,
Бас, ритм и труба, переплетаясь
Сливаются глубоко внизу с барабанами…
Оригинальный текст (англ.)Thunder from a bass drum soundin'

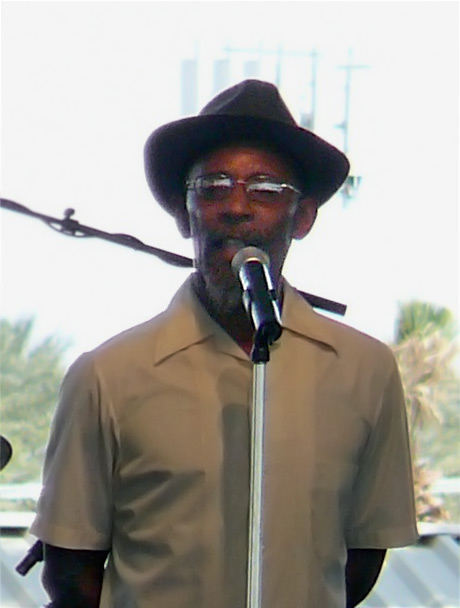
Линтон Квези Джонсон (2008)

Lightnin' from a trumpet and a organ

Bass and rythm and trumpet double up

Keep up with drums for a deep pound searchin'
По звучанию даб характеризуется, прежде всего, мощной плотной басовой линией, общим пространственным звучанием композиций и обилием глубокого эха на присутствующих звуках, особенно на ударных и перкуссии. Поскольку даб является производным от регги, басовые линии составляются по канонам, типичным для этого жанра.

## История
Это направление получило название благодаря «дублированию» песен регги их инструментальными, ориентированными на ритм версиями на оборотной стороне синглов, и к середине 1970-х развилось в собственный полноценный стиль, открывающим простор для звукорежиссёрских экспериментов. Обычай перезаписывать или пересводить песни регги без вокала начался в 1967 году, когда диск-жокеи обнаружили, что в танцклубах и на вечеринках люди сами с удовольствием поют эти песни. Примерно к 1969 году некоторые диск-жокеи начали говорить под эти инструментальные версии, часто изменяя уже знакомый текст песни.
|  | Наиболее заметным из «ранних» диджеев был U-Roy, получивший известность благодаря тому, что вёл импровизированные диалоги с певцами на записях. Аудиосистема, на которой работал Ю-Рой, принадлежала звукорежиссёру Кингу Табби. Последний микшировал все инструментальные дорожки, под которые Ю-Рой говорил. В конце концов, Табби начал экспериментировать, делая ремиксы этих инструментальных дорожек, увеличивая громкость ритм-секции, выбрасывая все или почти все вокальные партии, если они были, и добавляя новые эффекты, такие как реверберация и эхо. Многие поклонники регги восприняли это как освобождение музыки от всего лишнего, чтобы добраться до её естественной сути. Синглы с инструментальными версиями на стороне «Б» (B-sides) получили всеобщее распространение, и ремиксы Кинг Табби стали чуть ли не важнее самих оригиналов. С 1974 года стали появляться альбомы, полностью состоявшие из «дабов», с заметными влияниями миксов Табби. Альбом «Pick A Dub» Кейта Хадсона (1974) считается первым полноценным альбомом в стиле даб. Композиции альбома сконцентрированы вокруг плотных партий баса и ударных, периодически «всплывающих» голосов и перкуссионных наслоений, записанных с использованием эхо-эффектов. |

| Пик популярности даба приходится на конец 1970-х, к тому времени он приобретает известность в Британии и США, а некоторые рок-музыканты (например, The Police, The Clash, Public Image Ltd, The Slits, The Pop Group) напрямую заимствуют элементы даба в своей собственной музыке. Из других ранних продюсеров стоит назвать Ли «Скретч» Перри с его колоритным, утончённым стилем. К 1976 году даб по популярности на Ямайке уступал только коренному растафарианскому регги, а также получил распространение в Великобритании (во многом благодаря лейблу Island Records), где такие коренные исполнители регги, как Burning Spear и Black Uhuru не менее успешно освоили даб. В 1980-е даб в Великобритании продолжал быть актуальным направлением благодаря Mad Professor, Aswad и такому экспериментатору, как Адриан Шервуд), но в дальнейшем, несмотря на появление новых талантливых исполнителей, таких как Scientist, Принс Джемми (Prince Jammy) и Майки Дред, мода на ямайскую музыку сдвинулась в сторону словесных импровизаций диджеев и популярность обрели дэнсхолл и рагга. Неторопливая музыка даба возымела влияние не только в контексте регги; драм-н-бейс, расцветший в 1990-е годы в Великобритании, многое заимствовал из техники продюсирования и микширования, применявшейся в дабе. |

С началом цифровой эры на Ямайке в 1985 году многие даб-продюсеры начинают экспериментировать с электронным звучанием, а к 1990-м, при возрождении рутс-регги, в Великобритании возникает новая волна даб-музыки (Jah Shaka, Jah Warrior, Mixman и т. п.). В это время многие поп-группы, такие как (Dreadzone), заимствуют элементы даба, появляются стили музыки, на которые непосредственно повлиял даб, к примеру, эмбиент-хаус (The Orb), даб-хаус, даб-техно (Basic Channel), трип-хоп (Massive Attack). В свою очередь даб-музыканты активно используют в своей музыке элементы современной электронной музыки.

## Региональные сцены

### Ямайка (Jamaican dub)
- Аугустус Пабло[англ.]
- Bunny Lee[англ.] и The Aggrovators[англ.]
- Кинг Табби
- Ли «Скрэтч» Перри
- Кит Хадсон
- Roots Radics[англ.]
- Scientist
- Sly and Robbie[англ.]
- Keith Hudson

### США
- Билл Ласвелл
- Easy Star All-Stars[англ.]
- Soldiers of Jah Army
- Sub oslo[англ.]

### Великобритания (UK dub)
Великобритания на правах бывшей метрополии стала вторым после Ямайки крупнейшим центром распространения даба. Иммигрантами из стран Карибского региона и других колоний здесь были основаны многочисленные звукозаписывающие студии и лейблы, специализировавшиеся на афрокарибской музыке. В их числе всемирно известная студия Ariwa Sounds, основанная 1979 году Mad Professor'ом. Для стиля, получившего название UK dub, характерен минимализм, «интеллигентность», большое влияние со стороны музыки стран Востока (прежде всего, Индии и Пакистана) (Asian Dub Foundation). Попытки отыскать новое звучание на стыке ямайского даба, ориентальных мотивов и некой «планетарной психоделики» предпринимались также многими представителями британского электронного андеграунда (Ott, Muslimgauze, A Guy Called Gerald).
- Линтон Квеси Джонсон[англ.]
- Джа Уоббл
- Джа Шака[англ.]
- King Earthquake
- Mad Professor
- Jah Warrior[англ.]
- Vibronics[англ.]
- Scorn
- Iration Steppas
- Alpha & Omega[англ.]
- Zion Trainn[англ.]
- Dub Syndicate[англ.]
- Dubateers
- Dub Conductor
- Kibir La Amlak
- Earthquake Studios

### Франция (French dub)
Даб-музыка Франции, как и Великобритании, испытывает сильные восточные влияния, но в основном со стороны арабской, а также северо- и восточноафриканской музыки (Dub Incorporation, Fedayi Pacha). Характерно отсутствие преобладающего направления развития (мейнстрима). Местные коллективы часто экспериментируют, смешивая даб с элементами других музыкальных жанров от психоделик-транса (Brain Damage Sound System) до танго (Gotan Project). Прослеживается заметное влияние хип-хоп-культуры, в том числе в наложенных поверх «минусовок» текстах на социально-политические темы. (EZ3kiel, Le Peuple de l’Herbe). Численный и инструментальный состав групп весьма разнообразен, причём зачастую используются нехарактерные для жанра инструменты — аккордеон, флейта, виолончель (Zenzile). Издаётся ряд специализированных музыкальных сборников (French Dub System, Dub in France, Dub Addicts).
- Kanka[фр.]
- Dub Incorporation
- Panda Dub

### Нидерланды
- Twilight Circus[англ.]
- King Shiloh[англ.]

### Австрия
Австрия, а точнее Вена, известна как место проведения фестивалей, посвящённых даб- и чилаут-музыке.
- Dubblestandart[англ.]

### Германия
Традиционно преобладание техно. Лейблы: Basic Channel, Echobeach.
- Basic Channel
- Kieser Velten

### Россия
В СССР самым известным коллективом, игравшим даб и регги, был Комитет охраны тепла. В России даб-сцена активно развивается. Выпускается серии сборников «Dub Community of Russia», «Dub Adventures in Russia», ежегодные сборники Волжского Даба и т.д. 
В июне 2012 состоялась первая вечеринка в саундсистемном формате на настоящей саундсистеме.
- Jah Division
- Карибасы
- Dub Division
- DUB TV
- Левша-пацан
- General Culture
- Lion Posse Soundsystem
- Rebelsteppa
- The Dubsters
- OVRDBD
- The Limelight Dub
- Electro Dub Company
- Samosad Bend
- RDG Sound system
- Elki Hi-Fi soundsystem

### Япония
- Audio Active[англ.]
- Dry & Heavy[англ.]
- Fishmans

### Новая Зеландия
- Black Seeds[англ.]
- Fat Freddies Drop[англ.]
- Katchafire[англ.]
- Pitch Black[англ.]
- Salmonella Dub[англ.]

## Комментарии
1. ↑  Диджеем или toaster’ом на Ямайке традиционно называется человек, исполняющий словесные импровизации или, реже, поющий под музыку на дискотеке, то есть тот, кого в других странах принято называть MC. Роль диск-жокея (в обыденном понимании) в ямайской саунд-системе выполняет селектор.